# Roman Koch
Roman Józef Koch (ur. 26 lutego 1920 w Kobylnicy Ruskiej, zm. 16 marca 2021) – polski chemik, prof. zw. dr hab. inż.

## Życiorys
W 1950 ukończył studia inżynierii chemicznej w Politechnice Wrocławskiej, w 1961 uzyskał doktorat za pracę Niektóre zagadnienia kinetyki chemisorpcji w obszarze emulgowania na przykładzie absorpcji CO2 w roztworach wodnych NaCH, w 1964 został docentem. W 1970 nadano mu tytuł profesora w zakresie nauk technicznych, a w 1975 tytuł profesora zwyczajnego. Pracował na Wydziałowym Zakładzie Aparatury Procesowej na Wydziale Mechanicznym i Energetycznym Politechniki Wrocławskiej.
Był przewodniczącym rady naukowej Instytutu Inżynierii Chemicznej PAN i Ośrodka Badawczo-Rozwojowego Budowy Urządzeń Chemicznych „Cebea”, a także członkiem Komitetu Inżynierii Chemicznej i Procesowej PAN. W latach 1980 – 2011 był redaktorem naczelnym kwartalnika PAN Inżyniera Chemiczna i Procesowa.
Zmarł 16 marca 2021.
Brat prof. Jana Kocha.

## Odznaczenia i wyróżnienia
- Krzyż Oficerski Orderu Odrodzenia Polski[2]
- Krzyż Kawalerski Orderu Odrodzenia Polski[2]
- Medal Komisji Edukacji Narodowej[2]
- Tytuł Profesora Honorowego Politechniki Wrocławskiej[2]
- 2004: Medal za wybitne zasługi dla Rozwoju Politechniki Wrocławskiej[2]